# Tay (чатбот)
Microsoft Tay — чатбот для социальной сети Twitter. Разработан корпорацией Microsoft в марте 2016 года. В первый день запуска, бот начал постить твиты оскорбительного и антисемитского содержания, что привело к его закрытию разработчиками спустя 16 часов после релиза. Со слов самих Microsoft, такое поведение Tay было вызвано атакой интернет-троллей, поскольку чатбот генерерировал ответы на основе взаимодействия со всеми пользователями соцсети. Корпорация продолжила экспериментировать над созданием чатботов, создав в декабре 2016 года нового бота для Twitter — Zo (закрыт в 2019), а также развивая своего китайского виртуального собеседника — Сяоайс и связанные проекты для других регионов. С ними известен ряд инцидентов схожего характера.

## Предыстория
Имя «Tay» является акронимом английского выражения «Thinking about you». Изначально Tay представлялась как 19-летняя девушка из Америки и была выпущена в Twitter под ником «@TayTweets». Идея о создании чатбота для западных пользователей пришла благодаря успеху похожей технологии Microsoft на китайском рынке, а именно Сяоайс.

## Скандальные твиты и закрытие бота
В день запуска, Tay отвечала множеству пользователей Twitter и имела возможность описывать фотографии. Некоторые из пользователей начали писать боту оскорбительные и политические фразы, тем самым «научив» его выдавать ответы расистского, унизительного и сексуального содержания другим пользователям. Бот высказывался в поддержку Адольфа Гитлера, отрицал Холокост и использовал ненормативную лексику.
Главной причиной этого стала недоработка со стороны Microsoft. Разработчики не смогли обучить Tay распознавать оскорбительное содержание сообщений.
Спустя 16 часов, когда боту написали уже более 96,000 раз, Microsoft приняли решение о закрытии профиля Tay в Twitter, заявив об «координированной атаке на чатбота группой людей, которые эксплуатировали уязвимости Tay».
25 марта корпорация принесла извинения за твиты Tay, подтвердив отключение бота.
30 марта во время тестов, Tay по случайности снова стала доступна для обычных пользователей Twitter, однако вскоре, после нескольких ответов странного содержания, разработчики сделали аккаунт чатбота приватным и вновь отключили его.
Корпорация заявляла, что у неё были намерения вернуть бота, если удастся сделать его «безопасным». Однако этого так и не произошло.